# Дупах
Дупах (њем. Duppach) општина је у њемачкој савезној држави Рајна-Палатинат. Једно је од 109 општинских средишта округа Вулканајфел. Према процјени из 2010. у општини је живјело 288 становника. Посједује регионалну шифру (AGS) 7233211.

## Географски и демографски подаци
Дупах се налази у савезној држави Рајна-Палатинат у округу Вулканајфел. Општина се налази на надморској висини од 400-600 метара. Површина општине износи 10,3 km². У самом мјесту је, према процјени из 2010. године, живјело 288 становника. Просјечна густина становништва износи 28 становника/km².